# Открытый чемпионат Австралии по теннису 2003
Открытый чемпионат Австралии 2003 — 91-й розыгрыш ежегодного профессионального теннисного турнира серии Большого шлема, проводящегося в австралийском городе Мельбурн на кортах местного спортивного комплекса «Мельбурн Парк». Традиционно выявляются победители соревнования в девяти разрядах: в пяти — у взрослых и четырёх — у старших юниоров.
В 2003 году матчи основных сеток прошли с 13 по 26 января. Соревнование традиционно открывало сезон турниров серии в рамках календарного года.
Прошлогодние победители среди взрослых:
- в мужском одиночном разряде —  Томас Юханссон
- в женском одиночном разряде —  Дженнифер Каприати
- в мужском парном разряде —  Даниэль Нестор и  Марк Ноулз
- в женском парном разряде —  Анна Курникова и  Мартина Хингис
- в смешанном парном разряде —  Даниэла Гантухова и  Кевин Ульетт

## Соревнования

### Взрослые

#### Мужчины. Одиночный турнир
Андре Агасси обыграл  Райнера Шуттлера со счётом 6–2, 6–2, 6–1.
- Агасси выиграл 1-й титул в сезоне и 8-й за карьеру на соревнованиях серии.
- Агасси выиграл 1-й одиночный титул в сезоне и 55-й за карьеру в основном туре ассоциации.
- Шуттлер сыграл дебютный финал на соревнованиях серии.
- Шуттлер сыграл 1-й одиночный финал в сезоне и 8-й за карьеру в основном туре ассоциации.

#### Женщины. Одиночный турнир
Серена Уильямс обыграла  Винус Уильямс со счётом 7–6(4), 3–6, 6–4.
- Серена выиграла 1-й титул в сезоне и 5-й за карьеру на соревнованиях серии.
- Серена выиграла 1-й одиночный титул в сезоне и 20-й за карьеру в основном туре ассоциации.
- Винус сыграла 1-й финал в сезоне и 9-й за карьеру на соревнованиях серии.
- Винус сыграла 1-й одиночный финал в сезоне и 43-й за карьеру в основном туре ассоциации.

#### Мужчины. Парный турнир
Микаэль Льодра /  Фабрис Санторо обыграли  Даниэля Нестора /  Марка Ноулза со счётом 6–4, 3–6, 6–3.
- Льодра и Санторо выиграли дебютный титул за карьеру на соревнованиях серии.
- Льодра выиграл 1-й парный титул в сезоне и 2-й за карьеру в основном туре ассоциации.
- Санторо выиграл 1-й парный титул в сезоне и 10-й за карьеру в основном туре ассоциации.

#### Женщины. Парный турнир
Винус Уильямс /  Серена Уильямс обыграли  Вирхинию Руано Паскуаль /  Паолу Суарес со счётом 4–6, 6–4, 6–3.
- Сестры Уильямс выиграли 1-й совместный титул в сезоне и 6-й за карьеру на соревнованиях серии.
- Сестры Уильямс выиграли 2-й совместный титул в Австралии.
- Сестры Уильямс выиграли 1-й парный титул в сезоне и 11-й за карьеру в основном туре ассоциации.

#### Микст
Мартина Навратилова /  Леандер Паес обыграли  Элени Данилиду /  Тодда Вудбриджа со счётом 6–4, 7–5.
- Навратилова выиграла 1-й титул в миксте в сезоне и 8-й за карьеру на соревнованиях серии.
- Паес выиграл 1-й титул в миксте в сезоне и 2-й за карьеру на соревнованиях серии.

### Юниоры

#### Юноши. Одиночный турнир
Маркос Багдатис обыграл  Флорина Мерджа со счётом 6–4, 6–4.

#### Девушки. Одиночный турнир
Барбора Стрыцова обыграла  Викторию Кутузову со счётом 0–6, 6–2, 6–2.

#### Юноши. Парный турнир
Скотт Оудсема /  Филлип Симмондс обыграли  Флорина Мерджа /  Хорию Текэу со счётом 6–4, 6–4.

#### Девушки. Парный турнир
Кейси Деллакква /  Адриана Сили обыграли  Барбору Стрыцову /  Петру Цетковскую со счётом 6–3, 4–4 — отказ.